# Бент, Джефф
Дже́ффри Бент (англ. Geoffrey Bent; 27 сентября 1932 Солфорд, Англия — 6 февраля 1958, Мюнхен, ФРГ), более известный как Джефф Бент (англ. Geoff Bent) — английский футболист, крайний защитник. Один из восьмерых футболистов «Манчестер Юнайтед», погибших 6 февраля 1958 года во время мюнхенской авиакатастрофы.

## Футбольная карьера
Джефф Бент родился в Солфорде, Ланкашир. Его отец играл в регби, а сам Джефф в школьном возрасте занимался футболом и плаванием. Ему даже вручили медаль за спасение ребёнка из Солфордского канала. Сначала выступал на позиции левого инсайда, но впоследствии чаще всего играл на позиции левого крайнего защитника. В 1947 году был капитаном команды «Солфорд Бойз» на школьном турнире England Schools Trophy, где его заметили скауты множества английских клубов. По совету матери он решил перейти в «Манчестер Юнайтед», чтобы не уезжать далеко из родного города. После окончания школы летом 1948 года стал игроком «Манчестер Юнайтед». Первые несколько сезонов играл за молодёжную, а затем и за резервную команду клуба в Центральной лиге. В мае 1949 года подписал с «Юнайтед» профессиональный контракт. 11 декабря 1954 года дебютировал в основном составе «Манчестер Юнайтед» в матче Первого дивизиона против «Бернли» на стадионе «Терф Мур». Из-за высокой конкуренции не смог стать регулярным игроком основы команды, поэтому провёл за клуб лишь 12 матчей в чемпионате, заменяя в случае травм Роджера Берна на левом фланге обороны или Билла Фоулкса на правом фланге.
В сезоне 1957/58 Бент не провёл ни одного матча за основную команду клуба, и полетел в Белград лишь в качестве возможной подмены для Роджера Берна, участие которого в матче Кубка европейских чемпионов с «Црвеной Звездой» было под сомнением из-за травмы. Однако Берн всё-таки вышел на поле в этой игре.
6 февраля 1958 года самолёт с игроками «Манчестер Юнайтед» на борту потерпел катастрофу в аэропорту Мюнхена. Среди жертв трагедии оказался и Бент.

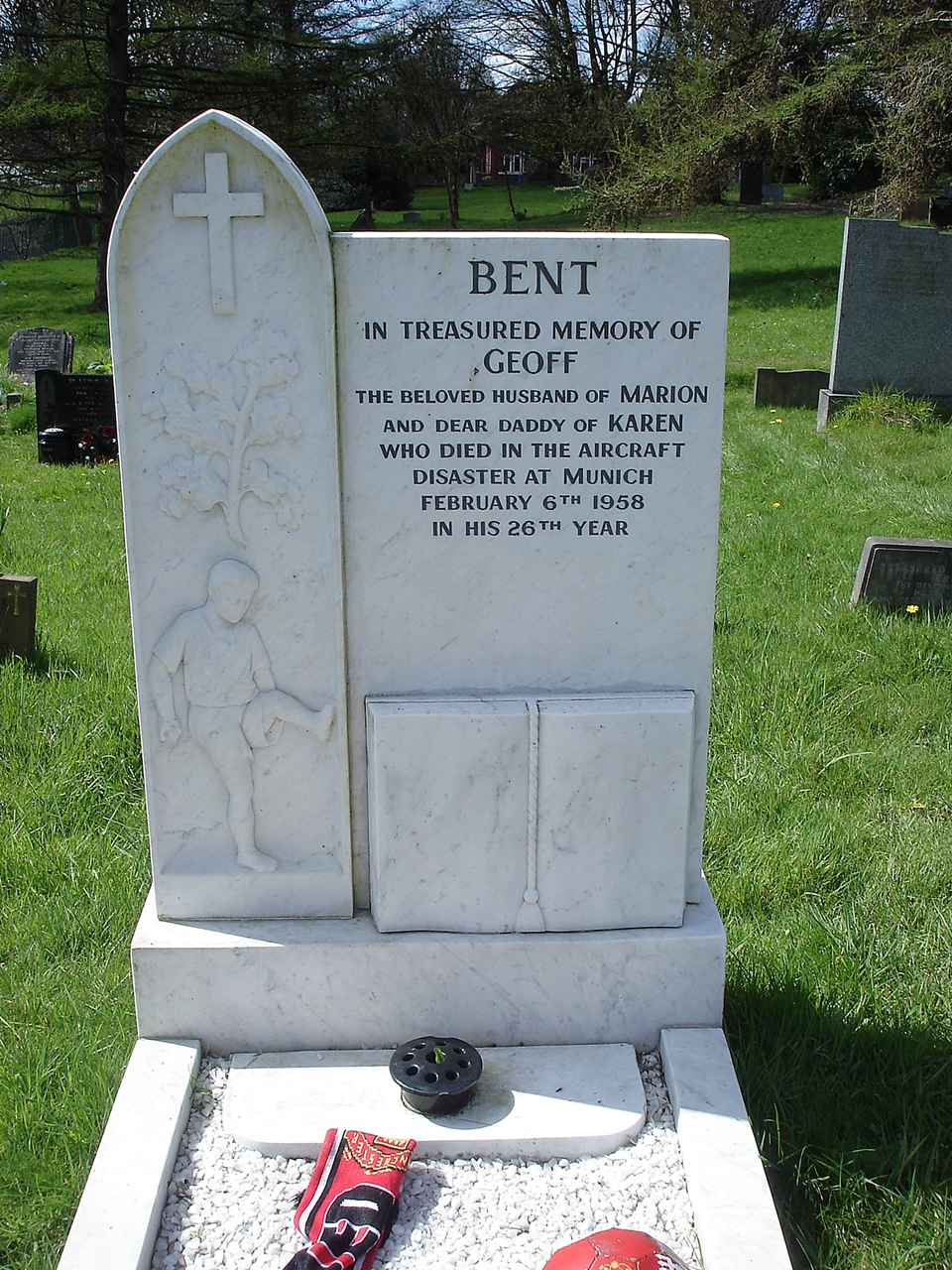
Надгробие на кладбище Сент-Джонс

Джефф был похоронен на кладбище Сент-Джонс на Болтон Роуд (A666), Пендлбери (чуть выше границы между Солфордом / Суиндоном и Пендлбери). Через четыре месяца после гибели Бента его вдова родила девочку, которую назвали Карен. Вдова Джеффа, Мэрион, принимала участие в записи документального фильма 1998 года Munich: End of a Dream, который был снят к 40-летней годовщине трагедии.

## Статистика выступлений
| Клуб              | Сезон            | Лига | Лига | Кубок Англии | Кубок Англии | Кубок чемпионов | Кубок чемпионов | Суперкубок Англии | Суперкубок Англии | Итого | Итого |
| Клуб              | Сезон            | Игры | Голы | Игры         | Голы         | Игры            | Голы            | Игры              | Голы              | Игры  | Голы  |
| ----------------- | ---------------- | ---- | ---- | ------------ | ------------ | --------------- | --------------- | ----------------- | ----------------- | ----- | ----- |
| Манчестер Юнайтед | 1954/55          | 2    | 0    | 0            | 0            | -               | -               | 0                 | 0                 | 2     | 0     |
| Манчестер Юнайтед | 1955/56          | 4    | 0    | 0            | 0            | -               | -               | 0                 | 0                 | 4     | 0     |
| Манчестер Юнайтед | 1956/57          | 6    | 0    | 0            | 0            | 0               | 0               | 0                 | 0                 | 6     | 0     |
| Манчестер Юнайтед | 1957/58          | 0    | 0    | 0            | 0            | 0               | 0               | 0                 | 0                 | 0     | 0     |
| Всего за карьеру  | Всего за карьеру | 12   | 0    | 0            | 0            | 0               | 0               | 0                 | 0                 | 12    | 0     |